# Episodi di Polizeiinspektion 1 (sesta stagione)
La sesta stagione della serie televisiva Polizeiinspektion 1 è stata trasmessa in anteprima in Germania dalla ARD tra il 31 ottobre 1983 e il 2 aprile 1984.
| nº | Titolo originale       | Titolo italiano | Prima TV Germania | Prima TV Italia |
| -- | ---------------------- | --------------- | ----------------- | --------------- |
| 1  | Der Betriebsunfall     | inedito         | 31 ottobre 1983   | inedito         |
| 2  | Der Ersatzmann         | inedito         | 7 novembre 1983   | inedito         |
| 3  | Der Mann aus Rosenheim | inedito         | 14 novembre 1983  | inedito         |
| 4  | Die Beförderung        | inedito         | 21 novembre 1983  | inedito         |
| 5  | Opas Memoiren          | inedito         | 28 novembre 1983  | inedito         |
| 6  | Karlis Heimkehr        | inedito         | 5 dicembre 1983   | inedito         |
| 7  | Erziehungsfragen       | inedito         | 12 dicembre 1983  | inedito         |
| 8  | Der Dorfgendarm        | inedito         | 19 dicembre 1983  | inedito         |
| 9  | Der Ausreißer          | inedito         | 2 gennaio 1984    | inedito         |
| 10 | Zwangsräumung          | inedito         | 9 gennaio 1984    | inedito         |
| 11 | Ein Hauch von Kultur   | inedito         | 16 gennaio 1984   | inedito         |
| 12 | Leni                   | inedito         | 23 gennaio 1984   | inedito         |
| 13 | Der Experte            | inedito         | 2 aprile 1984     | inedito         |